# Ramón Espinosa Martín
El general Ramón Espinosa Martín (12 de marzo de 1939-24 de septiembre de 2024) fue un militar cubano, Héroe de la República de Cuba y miembro del Buró Político del Partido Comunista de Cuba.

## Biografía
Nació en el seno de una familia de campesinos humildes, en los campos del municipio de Camajuaní, en la antigua provincia de Las Villas (hoy Villa Clara). Su padre Rafael Espinosa D'Armas y su madre Eustoquia Martín Erbón, tuvieron nueve hijos: Zoila (F), María de las Nieves, Rafael (F), Caridad, Antonia (F), Raimundo (F), Cándida Rosa y Riselda de las Mercedes. 
En 1957 se unió al movimiento 26 de Julio, siendo Jefe de un Grupo de Acción y Sabotaje en Camajuaní. En julio de 1958 se incorporó a las fuerzas del Directorio Revolucionario 13 de marzo con el fin de combatir con las fuerzas guerrilleras en las montañas del Escambray durante la Revolución Cubana. A la victoria de la Revolución, fue Comandante de un grupo de internacionalistas cubanos que en 1975 arribaron a Cabinda, donde contraatacó a las fuerzas de Zaire. 
Estudió varios cursos militares en la Unión Soviética. Fue enviado a Angola y Etiopía, donde fue Jefe de la misión en 1980, y a su regreso en 1982 se le asignó como Jefe del Ejército Oriental. Posteriormente se desempeñó como uno de los Viceministros de las Fuerzas Armadas Revolucionarias y Jefe de la Reserva del Alto Mando, cargo que en su momento lo perfiló como posible Ministro de las FAR.
Falleció el 24 de septiembre de 2024 en horas de la tarde en La Habana.

## Lucha insurreccional
Después del ataque al Cuartel Moncada oye hablar de Fidel. Antes había escuchado algunas de las intervenciones radiales de Eduardo Chibás, los domingos por emisora de televisión CMQ. Comenzando a relacionarse con algunos compañeros de Camajuaní que tenían nivel político.
La primera tarea que realizó fue vender bonos del 26 de Julio a finales de 1956. Donde sus compañeros le explican qué significaba este Movimiento y quién era Fidel. Posteriormente, le plantean recoger y trasladar armas. Entonces realiza algunos sabotajes: queman caña y algunos ómnibus de la ruta Habana-Caibarién. También dejan seriamente dañados dos puentes.
En el transcurso de 1957 trató alzarse, pero el Movimiento le orientó que era más importante en el llano. A mediados de 1958 en unión de tres compañeros, logra irse para las lomas. Antes se hicieron de algunas armas. Su intención era alzarse con el Directorio Revolucionario 13 de Marzo, aunque pertenecían al 26 de Julio. En esos momentos el Che aún no había llegado a Las Villas. Después de dos días de camino, hicieron el primer contacto con la gente del Directorio, hasta que llegaron al campamento Dos Arroyos, donde se encontraban Faure Chomón y Rolando Cubelas. Quedando incorporados a dicha Jefatura.
Días después fue enviado a la guerrilla "Menelao Mora" que tenía de jefe al comandante José Moleón, en la cual era el segundo jefe. Intervenieron en varias acciones. Una de ella fue la del 13 de octubre que entraron en Fomento y Placetas. Faure le habló al pueblo mediante la estación de radio local. Estas operaciones se hicieron para atraer al ejército con la intención de aliviar la situación del Che, que en esos días llegaba al Escambray. Además participó en los combates de Fomento, Caracusey, Sopimpa, Placetas, Manicaragua, Trinidad, Santa Clara y otros. Terminó la guerra con el grado de primer teniente.

## Trayectoria militar
Estuvo con las fuerzas tácticas que estaban ubicadas en Siguanea, al sur de la Isla. También mandó la Tercera Columna Especial de combate que se había formado en la Escuela de Voluntarios del Esperón. Fue jefe de un batallón de una gran Unidad de Infantería y a la vez responsable de la Escuela de Formación de todas las unidades de la Región Militar.
Algún tiempo después fue nombrado primer oficial de una Sección de la Dirección de Operaciones del Estado Mayor General. El jefe de dicha Dirección de Operaciones era el comandante Flavio Bravo Pardo.
Posteriormente, fue designado jefe de la misma el comandante Antonio Enrique Lussón Batlle; con quien trabajó algunos años. También ocupó el cargo de Jefe de Estado Mayor de una gran Unidad de Infantería, cuyo jefe era el hoy general de Cuerpo de Ejército Leopoldo Cintra Frías.
Estuvo en el primer Curso Regular de Preparación de Oficiales en Matanzas, Primer Curso Superior de Guerra en La Cabaña, con profesores soviéticos. También pasó el Académico Superior que funcionó en el Reparto Kohly, curso especial de superación desde el punto de vista militar a varios dirigentes y jefes de las FAR como son el ministro de las Fuerzas Armadas Revolucionarias, General de Ejército Raúl Castro, y otros altos oficiales.
En marzo de 1977 pasa a formar parte de la delegación que acompañó al Comandante en Jefe en su viaje por África y el Medio Oriente, que incluyó una visita a Etiopía. También formaba parte de la comitiva el general de División Ulises Rosales.
A mediados de 1977 viaja a la Unión Soviética para pasar la Academia del Estado Mayor General de las Fuerzas Armadas.
En 1980 fue nombrado Jefe de la Misión Militar en Etiopía. Antes de tomar posesión presidió una delegación a Viet Nam, para adquirir experiencias en la organización de las MTT.
Desde 1982 Espinosa es considerado uno de los estrategas militares más destacados de las Fuerzas Armadas Revolucionarias (FAR), Al terminar, en 1982 su misión en Etiopía, fue nombrado jefe del Ejército Oriental, y en el año 2009 fue nombrado por el General de Ejército Raúl Castro Ruz como viceministro de las FAR.
En 1975 cumplió misión internacionalista como jefe del Centro de Instrucción Revolucionaria de Cabinda]], con la misión de preparar a los combatientes del MPLA para enfrentar a las fuerzas del FNLA y Zaire durante la guerra en Angola. Cuando las fuerzas del FNLA y Zaire invadieron a ese territorio, dirigió la Batalla de Cabinda. Resultó gravemente herido al accionar una mina antitanque el transportador blindado en que viajaba. En esa ocasión resultó también gravemente herido el comandante Arides Estévez, quien falleció posteriormente en Luanda.

## Obra literaria
Escribió el libro La batalla de Cabinda, donde recoge la historia de la misión en la que participó en ese territorio. De igual forma es autor de la obra Siempre en Combate, donde narra pasajes de la lucha contra la tiranía de Fulgencio Batista. El texto es un recuerdo personal, no acabado, de los principales acontecimientos en lo cuales tuvo el privilegio de participar. Después de palacio: guerra en el Escambray, en este libro nos lleva por los sucesos acaecidos durante la Limpia del Escambray, Cantando a la vida, en la obra el autor da muestra de su raíces, donde nos muestra una compilación de décimas campesinas de su autoría.

## Condecoraciones recibidas
Entre las numerosas condecoraciones recibidas por Espinosa, fue condecorado por el Consejo de Estado con el Título Honorífico de Héroe de la República de Cuba y la Orden Playa Girón.